# Anthony L. Lamb
Anthony L. Lamb (Sri Lanka, 15 de julio de 1937-31 de enero de 2024) fue un botánico británico de origen cingalés.

## Biografía
Se especializó en la flora de Borneo. Fue educado en la Blundell's School, Tiverton, Devon, y en St John's College, Cambridge. En 1962, se trasladó a Sabah, Borneo, comenzando a trabajar en asentamientos agrícolas en desarrollo, en Tawau. En 1981, trabaja en el Centro de Orquídeas de Tenom, en el Proyecto de Conservación ambiental del Gobierno Estadual de Sabah.
Describió sus trabajos, en una entrevista con Nicki Grihault, publicado en el The Daily Telegraph del 2 de agosto de 2004.
Lamb estaba casado con Anthea Phillipps, y tuvieron dos hijos: Serena y Alexander.

## Algunas publicaciones

### Libros
- anthony l. Lamb. 2013. A guide to gingers of Borneo. Ed. Natural History Public. (Borneo), 144 pp. ISBN 9838121460, ISBN 9789838121460
- anthea Phillipps, anthony Lamb, phillip Cribb, c. Lee Ch'ien. 2008. Pitcher Plants of Borneo. Colaboró Royal Botanic Gardens, Kew, 2ª ed. de Natural History Public. (Borneo), 298 pp. ISBN 9838121266, ISBN 9789838121262
- george Argent, anthony l. Lamb, anthea Phillips. 2007. The rhododendrons of Sabah: Malaysian Borneo. Ed. Natural History Public. asociada con Royal Botanic Garden Edinburgh, 280 pp. ISBN 9838121118, ISBN 9789838121118